# Liste der Bodendenkmäler in Niederzier
Die Liste der Bodendenkmäler in Niederzier enthält die denkmalgeschützten unterirdischen baulichen Anlagen, Reste oberirdischer baulicher Anlagen, Zeugnisse tierischen und pflanzlichen Lebens und paläontologischen Reste auf dem Gebiet der Gemeinde Niederzier im Kreis Düren in Nordrhein-Westfalen (Stand: November 2020). Diese Bodendenkmäler sind in Teil B der Denkmalliste der Gemeinde Niederzier eingetragen; Grundlage für die Aufnahme ist das Denkmalschutzgesetz Nordrhein-Westfalen (DSchG NRW).
| Bild           | Bezeichnung                                                | Lage                           | Beschreibung | Bauzeit | Eingetragen seit | Denkmal- nummer |
| -------------- | ---------------------------------------------------------- | ------------------------------ | ------------ | ------- | ---------------- | --------------- |
| weitere Bilder | Schloß Hambach                                             | Hambach Schloßstraße 117 Karte |              |         | 26.01.2004       | 26              |
| BW             | Vorgeschichtliche Siedlungsplätze Niederzier Steinstraß    | Steinstraß Karte               |              |         | 03.04.2007       | 27              |
| BW             | Vorgeschichtliche Siedlungsplätze Niederzier Steinstraß II | Steinstraß Karte               |              |         | 08.01.2010       | 28              |